# Qinting, Jiangxi
Qinting (kinesiska: 琴亭, 莲花县) är en häradshuvudort i Kina. Den ligger i provinsen Jiangxi, i den sydöstra delen av landet, omkring 260 kilometer sydväst om provinshuvudstaden Nanchang. Antalet invånare är 236 328. Befolkningen består av 117 958 kvinnor och 118 370 män. Barn under 15 år utgör 23,0 %, vuxna 15-64 år 67 %, och äldre över 65 år 8,0 %.
Runt Qinting är det ganska tätbefolkat, med 199 invånare per kvadratkilometer. Qinting är det största samhället i trakten. Trakten runt Qinting består till största delen av jordbruksmark.
Genomsnittlig årsnederbörd är 2 038 millimeter. Den regnigaste månaden är maj, med i genomsnitt 302 mm nederbörd, och den torraste är oktober, med 33 mm nederbörd.